# 兰德利诺·拉维利亚
兰德利诺·拉维利亚·阿尔西納（西班牙語：Landelino Lavilla Alsina，1934年8月6日—2020年4月13日），西班牙律師、政治人物，前衆議院議長、參議員，同時亦是西班牙七十年代民主化後首位司法大臣。

## 早年與教育
拉维萊在1934年8月6日生於萊里達。他之後取得薩拉戈薩大学和马德里康普顿斯大学的法律學位。

## 職業生涯
拉维萊是一名專業律師。他在1958年加入審計法院，並在1959年加入國家理事會。在1974年，他加入了一個名叫Tácitos的天主教改革派組織，並成爲了一名基督教民主黨的高級成員，而該組織自1972年起便在一份天主教刊物發表文章。在1974年至1976年期間，他在佛朗哥的末任内閣擔任產業部副部長。
1976年7月5日，他被西班牙首位民選首相阿道弗·蘇亞雷斯任命為司法部長，並在1977年6月的民主選舉後留任。他起草的政治改革草案在交付國會後，於1977年11月表決通過，為政黨政治的合法化鋪平了道路，對國内的共產主義者也一視同仁。拉维萊的任期在1979年4月6日結束，司法大臣一職由伊尼戈·卡维罗繼任。
他於1977年被任命爲參議員，任職到1978年。1979年，他在所屬的哈恩選區，當選衆議員。1979年至1982年擔任衆議院議長，1981年2月23日亲身经历了未遂政变。在1982年大選前，他是基督教民主黨的領袖。在1982年，他在馬德里選區再次當選，但在1983年便辭職。
他是第一届西班牙國家理事會的主席兼常任成員，同時也是他是皇家法學院的常任成員。此外，他亦曾任位於馬德里的FRIDE咨詢委員會委員。

## 個人生活
拉维萊與妻子胡安娜·盧貝拉共同育有4名孩子。
2020年4月13日，因病逝世，得年85歲。